# Jack Sock
Jack Sock (ur. 24 września 1992 w Lincoln) – amerykański tenisista, zwycięzca wielkoszlemowych Wimbledonu 2014, 2018 i US Open 2018 w grze podwójnej oraz US Open 2011 w grze mieszanej, zwycięzca kończącego sezon ATP Finals 2018 w grze podwójnej, mistrz olimpijski z Rio de Janeiro (2016) w grze mieszanej i brązowy medalista w grze podwójnej, reprezentant w Pucharze Davisa.

## Kariera tenisowa
Grając jeszcze jako junior, Sock w roku 2010 wygrał juniorską edycję US Open. Spotkanie finałowe zakończyło się zwycięstwem Socka nad Denisem Kudlą.
Jako zawodowiec Amerykanin w grze pojedynczej wygrał cztery turnieje oraz przegrał cztery finały.
W grze podwójnej zwyciężył w siedemnastu turniejach rangi ATP Tour, w tym w 2014 i 2018 na Wimbledonie i w 2018 na US Open. Sock również dziesięć razy został pokonany w deblowych finałach.
We wrześniu 2011 roku, podczas US Open, wspólnie z Melanie Oudin triumfowali w mikście. Po drodze wyeliminowali m.in. Liezel Huber i Boba Bryana, natomiast w finale wynikiem 7:6(4), 4:6, 10–8 Giselę Dulko oraz Eduarda Schwanka.
We wrześniu 2015 roku zadebiutował w reprezentacji Stanów Zjednoczonych w Pucharze Davisa.
W sierpniu 2016 roku Sock zdobył wspólnie z Bethanie Mattek-Sands złoty medal igrzysk olimpijskich w Rio de Janeiro w konkurencji gry mieszanej po pokonaniu pary Venus Williams–Rajeev Ram 6:7(3), 6:1, 10–7. Wspólnie ze Steve’em Johnsonem wywalczył brązowy medal w deblu. Mecz o udział w finale przegrali z parą Florin Mergea–Horia Tecău, natomiast pojedynek o medal brązowy wygrali 6:2, 6:4 z Danielem Nestorem i Vaskiem Pospisilem.
31 sierpnia 2023 zakończył karierę zawodową.
Najwyższą pozycją Socka wśród singlistów w rankingu ATP było 8. miejsce (20 listopada 2017), a deblistów – 2. pozycja (10 września 2018).

### Finały w turniejach ATP Tour
| Legenda                                      |
| -------------------------------------------- |
| Wielki Szlem                                 |
| Igrzyska olimpijskie                         |
| Tennis Masters Cup / ATP Finals              |
| ATP Masters Series / ATP Tour Masters 1000   |
| ATP International Series Gold / ATP Tour 500 |
| ATP International Series / ATP Tour 250      |

#### Gra pojedyncza (4–4)
| Końcowy wynik | Nr | Data                 | Turniej      | Nawierzchnia  | Przeciwnik            | Wynik finału   |
| ------------- | -- | -------------------- | ------------ | ------------- | --------------------- | -------------- |
| Zwycięzca     | 1. | 12 kwietnia 2015     | Houston      | Ceglana       | Sam Querrey           | 7:6(9), 7:6(2) |
| Finalista     | 1. | 25 października 2015 | Sztokholm    | Twarda (hala) | Tomáš Berdych         | 6(1):7, 2:6    |
| Finalista     | 2. | 16 stycznia 2016     | Auckland     | Twarda        | Roberto Bautista-Agut | 1:6, 0:1 krecz |
| Finalista     | 3. | 10 kwietnia 2016     | Houston      | Ceglana       | Juan Mónaco           | 6:4, 3:6, 5:7  |
| Finalista     | 4. | 23 października 2016 | Sztokholm    | Twarda (hala) | Juan Martín del Potro | 5:7, 1:6       |
| Zwycięzca     | 2. | 14 stycznia 2017     | Auckland     | Twarda        | João Sousa            | 6:3, 5:7, 6:3  |
| Zwycięzca     | 3. | 26 lutego 2017       | Delray Beach | Twarda        | Milos Raonic          | walkower       |
| Zwycięzca     | 4. | 5 listopada 2017     | Paryż        | Twarda (hala) | Filip Krajinović      | 5:7, 6:4, 6:1  |

#### Gra podwójna (17–10)
| Końcowy wynik | Nr  | Data                 | Turniej            | Nawierzchnia  | Partner           | Przeciwnicy                              | Wynik finału                  |
| ------------- | --- | -------------------- | ------------------ | ------------- | ----------------- | ---------------------------------------- | ----------------------------- |
| Finalista     | 1.  | 24 lutego 2013       | Memphis            | Twarda (hala) | James Blake       | Bob Bryan Mike Bryan                     | 1:6, 2:6                      |
| Zwycięzca     | 1.  | 3 marca 2013         | Delray Beach       | Twarda        | James Blake       | Maks Mirny Horia Tecău                   | 6:4, 6:4                      |
| Zwycięzca     | 2.  | 5 lipca 2014         | Wimbledon, Londyn  | Trawiasta     | Vasek Pospisil    | Bob Bryan Mike Bryan                     | 7:6(5), 6:7(3), 6:4, 3:6, 7:5 |
| Zwycięzca     | 3.  | 27 lipca 2014        | Atlanta            | Twarda        | Vasek Pospisil    | Steve Johnson Sam Querrey                | 6:3, 5:7, 10–5                |
| Finalista     | 2.  | 17 sierpnia 2014     | Cincinnati         | Twarda        | Vasek Pospisil    | Bob Bryan Mike Bryan                     | 3:6, 2:6                      |
| Finalista     | 3.  | 19 października 2014 | Sztokholm          | Twarda (hala) | Treat Huey        | Eric Butorac Raven Klaasen               | 4:6, 3:6                      |
| Zwycięzca     | 4.  | 22 marca 2015        | Indian Wells       | Twarda        | Vasek Pospisil    | Simone Bolelli Fabio Fognini             | 6:4, 6:7(3), 10–7             |
| Finalista     | 4.  | 4 kwietnia 2015      | Miami              | Twarda        | Vasek Pospisil    | Bob Bryan Mike Bryan                     | 3:6, 6:1, 8–10                |
| Zwycięzca     | 5.  | 11 października 2015 | Pekin              | Twarda        | Vasek Pospisil    | Daniel Nestor Édouard Roger-Vasselin     | 3:6, 6:3, 10–6                |
| Zwycięzca     | 6.  | 25 października 2015 | Sztokholm          | Twarda (hala) | Nicholas Monroe   | Mate Pavić Michael Venus                 | 7:5, 6:2                      |
| Finalista     | 5.  | 8 listopada 2015     | Paryż              | Twarda (hala) | Vasek Pospisil    | Ivan Dodig Marcelo Melo                  | 6:2, 3:6, 5–10                |
| Finalista     | 6.  | 19 marca 2016        | Indian Wells       | Twarda        | Vasek Pospisil    | Nicolas Mahut Pierre-Hugues Herbert      | 3:6, 6:7(5)                   |
| Finalista     | 7.  | 15 maja 2016         | Rzym               | Ceglana       | Vasek Pospisil    | Bob Bryan Mike Bryan                     | 6:2, 3:6, 7–10                |
| Finalista     | 8.  | 9 października 2016  | Pekin              | Twarda        | Bernard Tomic     | Pablo Carreño-Busta Rafael Nadal         | 7:6(6), 2:6, 8–10             |
| Zwycięzca     | 7.  | 16 października 2016 | Szanghaj           | Twarda        | John Isner        | Henri Kontinen John Peers                | 6:4, 6:4                      |
| Zwycięzca     | 8.  | 30 października 2016 | Bazylea            | Twarda (hala) | Marcel Granollers | Robert Lindstedt Michael Venus           | 6:3, 6:4                      |
| Finalista     | 9.  | 1 kwietnia 2017      | Miami              | Twarda        | Nicholas Monroe   | Łukasz Kubot Marcelo Melo                | 5:7, 3:6                      |
| Finalista     | 10. | 8 października 2017  | Pekin              | Twarda        | John Isner        | Henri Kontinen John Peers                | 3:6, 6:3, 7–10                |
| Zwycięzca     | 9.  | 25 lutego 2018       | Delray Beach       | Twarda        | Jackson Withrow   | Nicholas Monroe John-Patrick Smith       | 4:6, 6:4, 10–8                |
| Zwycięzca     | 10. | 17 marca 2018        | Indian Wells       | Twarda        | John Isner        | Bob Bryan Mike Bryan                     | 7:6(4), 7:6(2)                |
| Zwycięzca     | 11. | 26 maja 2018         | Lyon               | Ceglana       | Nick Kyrgios      | Roman Jebavý Matwé Middelkoop            | 7:5, 2:6, 11–9                |
| Zwycięzca     | 12. | 14 lipca 2018        | Wimbledon, Londyn  | Trawiasta     | Mike Bryan        | Raven Klaasen Michael Venus              | 6:3, 6:7(7), 6:3, 5:7, 7:5    |
| Zwycięzca     | 13. | 7 września 2018      | US Open, Nowy Jork | Twarda        | Mike Bryan        | Łukasz Kubot Marcelo Melo                | 6:3, 6:1                      |
| Zwycięzca     | 14. | 18 listopada 2018    | Londyn             | Twarda (hala) | Mike Bryan        | Pierre-Hugues Herbert Nicolas Mahut      | 5:7, 6:1, 13–11               |
| Zwycięzca     | 15. | 18 lipca 2021        | Newport            | Trawiasta     | William Blumberg  | Austin Krajicek Vasek Pospisil           | 6:2, 7:6(3)                   |
| Zwycięzca     | 16. | 19 marca 2022        | Indian Wells       | Twarda        | John Isner        | Santiago González Édouard Roger-Vasselin | 7:6(4), 6:3                   |
| Zwycięzca     | 17. | 7 sierpnia 2022      | Waszyngton         | Twarda        | Nick Kyrgios      | Ivan Dodig Austin Krajicek               | 7:5, 6:4                      |

#### Gra mieszana (2–0)
| Końcowy wynik | Nr | Data             | Turniej            | Nawierzchnia | Partnerka             | Przeciwnicy                  | Wynik finału      |
| ------------- | -- | ---------------- | ------------------ | ------------ | --------------------- | ---------------------------- | ----------------- |
| Zwycięzca     | 1. | 11 września 2011 | US Open, Nowy Jork | Twarda       | Melanie Oudin         | Gisela Dulko Eduardo Schwank | 7:6(4), 4:6, 10–8 |
| Zwycięzca     | 2. | 14 sierpnia 2016 | Rio de Janeiro     | Twarda       | Bethanie Mattek-Sands | Venus Williams Rajeev Ram    | 6:7(3), 6:1, 10–7 |